# Alaudagasse (metropolitana di Vienna)
Alaudagasse è una stazione della linea U1 della metropolitana di Vienna, inaugurata il 2 settembre 2017. La stazione si trova nel 10º distretto di Vienna.

## Storia
La stazione è stata realizzata nel contesto della quarta estensione della metropolitana di Vienna, come parte del prolungamento verso sud della linea U1 dalla precedente stazione di capolinea Reumannplatz.
La stazione si trova all'aperto in prossimità dell'incrocio tra la Favoritenstraße e Alaudagasse. In precedenza, al posto della stazione era presente una fermata della linea tranviaria 67, soppressa con l'entrata in servizio della metropolitana.